# Riccardo Margheriti
Riccardo Margheriti (Chiusi, 4 gennaio 1938) è un politico italiano.

## Biografia
Nato a Chiusi (Siena), figlio di una famiglia di braccianti, inizia a lavorare dopo l'avviamento professionale. Ha svolto attività sindacale nella Confederazione Generale Italiana del Lavoro ed è stato consigliere comunale di Siena dal 1968 al 1983 in quota al Partito Comunista Italiano, ricoprendo anche la carica di assessore.
Dal 1968 al 1975 è stato anche membro del Consiglio di amministrazione dell'Università di Siena.
Alle elezioni politiche del 1983 viene eletto al Senato della Repubblica, rimanendo a Palazzo Madama fino al 1992; ha fatto parte in entrambe le legislature della Commissione Agricoltura. Dopo la svolta della Bolognina aderisce al Partito Democratico della Sinistra.
Al termine dell'incarico parlamentare ha fatto parte di diversi consigli d'amministrazione di enti agricoli, di gruppi legati al Monte dei Paschi di Siena e della Unipol.